# Felix Calonder

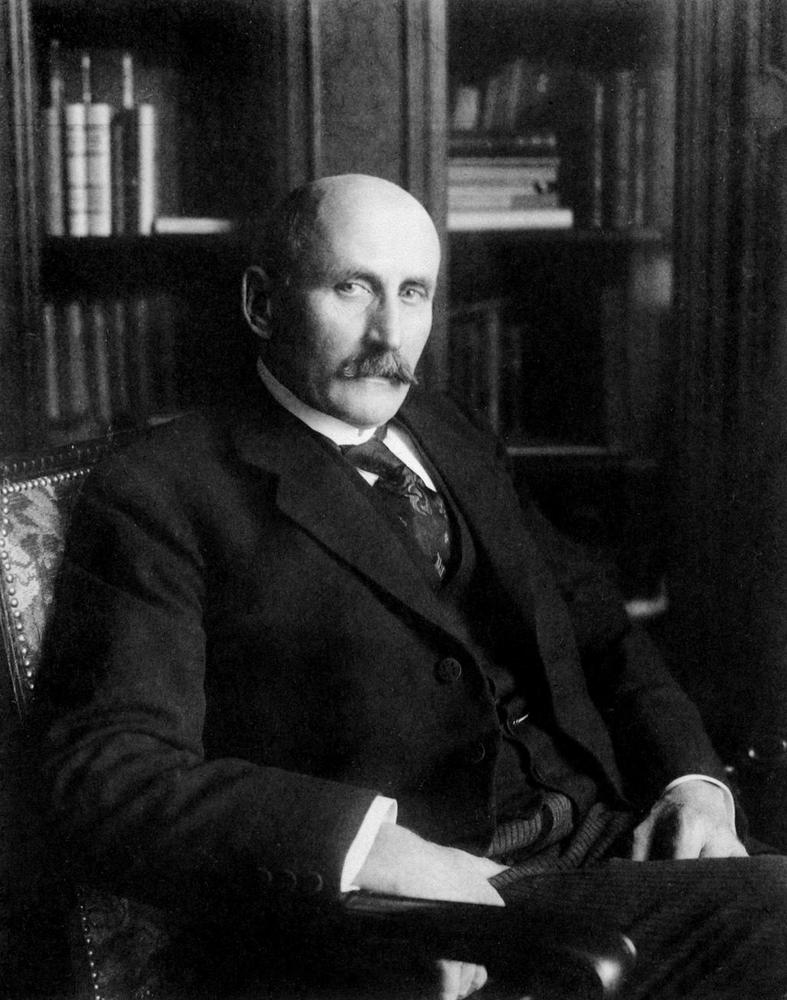
Felix Calonder

Felix Louis Calonder (* 7. Dezember 1863 in Scuol; † 14. Juni 1952 in Zürich; heimatberechtigt in Trin) war ein Schweizer Rechtsanwalt und Politiker (FDP). Über zwei Jahrzehnte lang gehörte er dem Grossen Rat des Kantons Graubünden an, ab 1899 war er Mitglied des Ständerates. 1913 wurde er als erster Rätoromane in den Bundesrat gewählt. Als solcher war er Innen- und Aussenminister und hatte einmal das Amt des Bundespräsidenten inne. Nach seinem Rücktritt im Jahr 1920 war er für den Völkerbund tätig.

## Biografie

### Werdegang und Kantonspolitik
Er war der Sohn des Johann Calonder und der Ottilia Mani. Seine ersten Lebensjahre verbrachte er in Scuol, wo sein Vater als Baumeister tätig war. 1869 zog die Familie zurück nach Trin, wo Calonder die Schule besuchte. Ab 1878 absolvierte er die Kantonsschule Chur, die er nach drei Jahren ohne Abschluss verliess. Er arbeitete im In- und Ausland als Kaufmann und holte die Matura in Zürich nach. Ab 1885 studierte er Recht in Zürich, München, Paris und Bern, 1889 promovierte bei Carl Hilty mit einer Dissertation über die schweizerische Neutralität. Calonder war Mitglied der Zofingia und hatte in der Armee den Rang eines Majors. In Chur arbeitete er nach dem Studienabschluss zunächst als Gerichtsschreiber des Kantonsgerichts, bis er sich 1891 selbständig machte und mit Partnern ein eigenes Advokaturbüro gründete. Ein Jahr später heiratete er Ursulina Walther, mit der er drei Kinder hatte.
1891 begann Calonders politische Karriere mit der Wahl zum Abgeordneten des Kreises Trins im Grossen Rat des Kantons Graubünden, ab 1893 vertrat er den Kreis Chur. Ebenfalls 1893 trat er ohne Erfolg zu den Regierungsratswahlen an. 1894 war er Mitbegründer der FDP Graubünden und baute als Parteipräsident die Strukturen der neuen Partei auf, die nach kurzer Zeit beachtliche Erfolge feiern konnte und zur stärksten politischen Kraft des Kantons aufstieg. 1896 und 1899 präsidierte er den Grossen Rat, dem er bis 1913 angehörte.

### Bundespolitik
1899 wurde Calonder zusätzlich in den Ständerat gewählt, dies vor allem aufgrund seines Einsatzes für den Eisenbahnbau. 1902 war er Mitbegründer des Internationalen Splügenkomitees, das erfolglos den Bau einer alpenquerenden Transitstrecke auf der Splügenroute propagierte. Im Parlament setzte sich Calonder für Subventionen des Bundes zugunsten des Schmalspurnetzes der Rhätischen Bahn ein. Er gehörte ab 1904 der ständerätlichen Kommission an, die das Zivilgesetzbuch ausarbeitete. 1908 führte er Verhandlungen mit dem Grossherzogtum Baden über die Nutzung des Hochrheins. 1911/12 amtierte er als Ständeratspräsident, ausserdem war er von 1898 bis 1913 Mitglied des Zentralkomitees der Schweizer FDP.
Nach dem Tod von Adolf Deucher im Juli 1912 musste ein Nachfolger im Bundesrat gewählt werden. In der fraktionsinternen Vorwahl der FDP unterlag Calonder im dritten Durchgang dem Aargauer Ständerat Edmund Schulthess mit 41 zu 52 Stimmen. Die Bündner Presse goutierte diese Niederlage nicht und rief zum Boykott der Bundesfeier auf. Im Mai 1913 starb überraschend auch Bundesrat Louis Perrier nach nur 13-monatiger Amtszeit. Am 12. Juni 1913 wählte die Bundesversammlung Calonder zum Nachfolger Perriers, mit 151 von 199 gültigen Stimmen im ersten Wahlgang. Auf den Walliser Staatsrat Arthur Couchepin entfielen elf Stimmen, auf verschiedene andere Personen 37 Stimmen. Die Parlamentarier aus der Romandie hatten sich nicht auf einen Kandidaten einigen können, sodass der traditionelle zweite Bundesratssitz der Französischsprachigen vorübergehend an die rätoromanische Minderheit ging. Darüber hinaus war der Kanton Graubünden 30 Jahre nach Simeon Bavier wieder in der Landesregierung vertreten.

### Bundesrat
Von seinem verstorbenen Vorgänger und Parteikollegen übernahm Calonder am 21. Juli 1913 das Departement des Innern. Eine der ersten Vorlagen Calonders betraf die Errichtung des Schweizerischen Nationalparkes im Jahr 1914. Das von seinen Vorgängern vorangetriebene Gesetz zur Nutzbarmachung der Wasserkräfte wurde 1916 nach mehrjähriger Beratung im Parlament verabschiedet. Mit der Wahl zum Bundespräsidenten übernahm er 1918 die Leitung des Politischen Departements. Sein Präsidialjahr war überschattet von Spannungen zwischen der Deutschschweiz und der Romandie sowie der finanziellen und wirtschaftlichen Not der Bevölkerung im letzten Jahr des Ersten Weltkriegs. Im August trat er erstmals mit dem Oltener Aktionskomitee in Verhandlungen. Da diese ergebnislos verliefen, begann am 11. November 1918 der Landesstreik. Einen Tag später forderte Calonder im Namen des gesamten Bundesrates ultimativ die Beendigung des Streiks und liess mehrere Städte militärisch besetzen. Schliesslich endete der Streik nach drei Tagen. Da Gustave Ador als nachfolgender Bundespräsident sein bisheriges Departement behalten wollte, schuf der Bundesrat die gesetzliche Grundlage, die Calonder ein zusätzliches Amtsjahr im Politischen Departement auch ohne Präsidentschaft ermöglichte.
Während die Schweiz die Beziehungen zur Sowjetunion abgebrochen hatte, übernahm sie 1919 die diplomatische Vertretung Liechtensteins im Ausland. Im selben Jahr beschäftigte sich Calonder vor allem mit dem Beitritt zum Völkerbund. Er gab Studien in Auftrag, die sich mit neutralitätspolitischen und völkerrechtlichen Fragen bei einer Teilnahme an dieser internationalen Organisation befassten. Seine einzige Auslandsreise führte ihn nach Paris an die Konferenz der Siegermächte mit den neutralen Staaten. Um der Schweiz den Beitritt zum Völkerbund zu ermöglichen, entwarf er die Idee einer «differentiellen Neutralität». Das Parlament stimmte im November 1919 dem Beitritt zu, das Volk gab am 16. Mai 1920 ebenfalls seine Zustimmung. Calonder unterstützte ausdrücklich den Anschluss Vorarlbergs an die Schweiz, nachdem sich dort über 80 % der Bevölkerung dafür ausgesprochen hatte. Edmund Schulthess und Giuseppe Motta zwangen Calonder jedoch aus wirtschaftlichen und sprachpolitischen Gründen dazu, möglichen Beitrittsverhandlungen eine Absage zu erteilen.
Calonders Rolle während des Landesstreiks und sein Eintreten für den Völkerbund brachten ihm die Gegnerschaft der Sozialdemokraten und der Befürworter einer absoluten Neutralität ein. Bei der Gesamterneuerungswahl am 11. Dezember 1919 erzielte er das zweitschlechteste Resultat aller sieben Bundesräte. Fünf Tage nach seiner Wiederwahl bat er um eine Beurlaubung. Calonder kündigte am 21. Januar 1920 seinen Rücktritt aus gesundheitlichen Gründen an, ohne (wie eigentlich vorgesehen) das Eidgenössische Justiz- und Polizeidepartement übernommen zu haben. Die Bundesversammlung nahm seine Demission am 12. Februar 1920 an und wählte Heinrich Häberlin als seinen Nachfolger.

### Weitere Tätigkeiten
Nach knapp sechseinhalbjähriger Regierungstätigkeit auf eidgenössischer Ebene übernahm Calonder ab 1920 internationale Aufgaben beim Völkerbund. Er war an der Beilegung des Konflikts um die schwedischsprachigen Åland-Inseln im finnischen Staatsgebiet beteiligt und führte von 1922 bis 1937 in Katowice mit viel Einsatz die Gemischte Kommission für Oberschlesien, welche die Einhaltung des Deutsch-Polnischen Abkommens über Oberschlesien gewährleisten sollte. Nach der Machtergreifung der Nationalsozialisten 1933 mussten diese nach der Bernheim-Petition die antisemitischen Massnahmen in Oberschlesien aussetzen, Calonder bearbeitete die vorliegenden Beschwerden. Von 1924 bis 1937 hatte er seinen Wohnsitz im Schloss Neudeck bei Świerklaniec. Danach lebte er in Zürich, wo er als Rechtsberater tätig war.